# Nicolas Rudolf
Nicolas Rudolf (* 19. September 2001 in Graz) ist ein österreichischer Badmintonspieler.

## Karriere
Nicolas Rudolf wurde zwischen 2014 und 2017 mehrfacher österreichischer Meister in den Klassen U13 bis U17. Bereits 2016 wurde er Steirischer Meister in der Allgemeinen Klasse im Einzel und Doppel. 2017 gewann er als 15-Jähriger erstmals die Österreichischen Staatsmeisterschaften der Junioren (U22) im Herreneinzel. 2018 wiederholte er den Erfolg bei den Staatsmeisterschaften der Junioren mit Siegen im Herreneinzel und Mixed. Größter bisheriger Erfolg war das Erreichen des Viertelfinales im Einzel bei der U17-Europameisterschaft in Prag 2017. In der Saison 2017/2018 spielte er in der 1. Bundesliga in Österreich für das Team von AS Logistik Mödling und erreichte dort Rang fünf, wobei er mit 12 Siegen in 17 Spielen zu den Leistungsträgern gehörte und damit in der Erfolgsstatistik als Teamneuling deutlich vor seinen Mannschaftskollegen und Routiniers wie András Németh, Daniel Graßmück, Luka Petrič und Katrin Neudolt rangierte. In den darauf folgenden Play-offs gewann er alle seine vier Begegnungen und hatte damit maßgeblichen Anteil am Klassenerhalt seiner Mannschaft.
Bei den Österreichischen Staatsmeisterschaften 2019 erreichte Nicolas Rudolf Bronze im Einzel und Silber im Doppel. Bei den Österreichischen Meisterschaften der Junioren 2019 verteidigte er beide Titel und gewann neuerlich Einzel und Mixed. Bei den Staatsmeisterschaften 2020 erreichte Nicolas neuerlich Bronze im Einzel und Bronze im Doppel.

## Sportliche Erfolge National
| Saison | Veranstaltung                                      | Ort        | Platz | Disziplin    | Partner/in           |
| ------ | -------------------------------------------------- | ---------- | ----- | ------------ | -------------------- |
| 2020   | Österreichische Staatsmeisterschaften              | Osterreich | 3     | Herrendoppel | Philipp Drexler      |
| 2020   | Österreichische Staatsmeisterschaften              | Osterreich | 3     | Herreneinzel |                      |
| 2019   | Österreichische Staatsmeisterschaften (Junioren)   | Osterreich | 1     | Herreneinzel |                      |
| 2019   | Österreichische Staatsmeisterschaften (Junioren)   | Osterreich | 1     | Mixeddoppel  | Serena Au Yeong      |
| 2019   | Österreichische Staatsmeisterschaften              | Osterreich | 2     | Herrendoppel | Philipp Drexler      |
| 2019   | Österreichische Staatsmeisterschaften              | Osterreich | 3     | Herreneinzel |                      |
| 2018   | Österreichische Staatsmeisterschaften (Bundesliga) | Osterreich | 5     | Team         | AS Logistik Mödling  |
| 2018   | Österreichische Staatsmeisterschaften (Junioren)   | Osterreich | 1     | Herreneinzel |                      |
| 2018   | Österreichische Staatsmeisterschaften (Junioren)   | Osterreich | 1     | Mixeddoppel  | Serena Au Yeong      |
| 2017   | Österreichische Staatsmeisterschaften (Junioren)   | Osterreich | 1     | Herreneinzel |                      |
| 2016   | Steirische Meisterschaften (Allgemeine Klasse)     | Osterreich | 1     | Herreneinzel |                      |
| 2016   | Steirische Meisterschaften (Allgemeine Klasse)     | Osterreich | 1     | Herrendoppel | Richard Schneeberger |

## Sportliche Erfolge International
| Jahr | Resultat | Veranstaltung/Kategorie                                           | Disziplin |
| ---- | -------- | ----------------------------------------------------------------- | --------- |
| 2019 | 3.       | 9th MULTI ALARM Hungarian International Junior Championships 2019 | Einzel    |
| 2018 | 2.       | Bulgarian Junior International Championships                      | Einzel    |
| 2018 | 3.       | TEM Slovenia Junior International                                 | Einzel    |
| 2018 | 3.       | 8th Multi Alarm Hungarian Junior International                    | Mixed     |
| 2017 | 5.       | U17-Europameisterschaft in Prag                                   | Einzel    |
| 2017 | 3.       | TEM Slovenia Junior International                                 | Doppel    |
| 2017 | 2.       | YONEX Slovak Youth U17                                            | Einzel    |
| 2017 | 3.       | Czech U17 International                                           | Einzel    |
| 2017 | 1.       | Polish U17 Open                                                   | Einzel    |
| 2016 | 1.       | Cyprus U17 International                                          | Einzel    |
| 2016 | 1.       | Cyprus U17 International                                          | Doppel    |
| 2016 | 1.       | Medvode FZ FORZA U17 Cup                                          | Doppel    |
| 2016 | 2.       | YONEX Slovak Youth U17                                            | Einzel    |